# Whytockia hekouensis
Whytockia hekouensis är en tvåhjärtbladig växtart som beskrevs av Y.Z. Wang. Whytockia hekouensis ingår i släktet Whytockia och familjen Gesneriaceae.

## Underarter
Arten delas in i följande underarter:
- W. h. hekouensis
- W. h. minor